# Лозовая (нижний приток Ворсклы)
Лозова́я (Ка(о)за́чья Ру́дка) (укр. Лозова) — река в Белгородской области России и Харьковской области Украины. Левый приток Ворсклы — впадает в неё у села Головчино.
По реке проходит государственная граница между Россией и Украиной: правый (северный) берег — российский.

## Описание
Длина реки составляет 30 км, площадь водосборного бассейна — 169 км².
Исток в 3,5 км к западу от села Богун-Городок на юге Борисовского района Белгородской области. От истока течёт немного на юго-запад, затем — на запад (на участке с широтным течением на левом берегу находится Золочевский район Харьковской области). В среднем течении река поворачивает на северо-запад и течёт далее по Грайворонскому району. В низовьях протекает через Головчино и впадает в Ворсклу по левому берегу на севере села (363 км от устья Ворсклы).
Имеются крупные пруды в среднем течении и малые пруды в верховьях и на притоках. Низовья реки заболочены. Бассейн реки находится на юго-западном краю Среднерусской возвышенности, граничит на юге с бассейном Дона.
На берегах также находятся населённые пункты: от истока — Казачье-Рудченское (РФ), Сотницкий Казачок (Укр.), Лозовая Рудка, Чапаевский, п. Хотмыжск (все в России). В бассейне находятся Горьковский (РФ), Гурьев Казачок, Басово, п. Одноробовка (все на Украине) и другие.
Вблизи Хотмыжска реку пересекают ж.-д. линия Льгов — Харьков и ж.-д. ветка к Головчино.

## Притоки
- Казачок (река) (устар. Козачек[6]) — левый приток, впадает с юга в Сотницком Казачке[7].